# Джеймс Брайс
Джеймс Брайс е британски политик, юрист и историк, деец на Либералната партия.

## Биография
Роден е на 10 май 1838 година в Белфаст, Ирландия. Става член на Британския парламент от 1885 година, през 1886 година става заместник-министър на външните работи и повторно през 1892 година. Ръководи Министерството на търговията между 1894 и 1895 година. От 1905 до 1906 година е главен секретар по ирландските въпроси и е посланник в САЩ между 1907 и 1913 година. След това е в Международния съд в Хага до 1921 година.
През 1903 година влиза в Балканския комитет в Лондон и активно участва в защитата на българското население в Македония и Тракия през Илинденско-Преображенското въстание и след него. Умира на 22 януари 1922 година.